# Ant Island
Ant Island ist eine unbewohnte Insel im australischen Bundesstaat Western Australia. Die Insel liegt in der Shark Bay, einer Bucht im Indischen Ozean. Der nächste Festlandpunkt, der etwa 40 Meter von Ant Island entfernt ist, ist eine unbenannte Landspitze.
Sie ist 100 Meter lang und 50 Meter breit. In der Nähe liegt der Ort Useless Loop.